# Köln 99ers
Die SG Köln 99ers ist ein deutscher Basketballverein. Von 2001 bis 2009 war er in der Basketball-Bundesliga vertreten. Gleich in der ersten Spielzeit erreichten die 99ers das Play-off-Finale, 2004, 2005 und 2007 gewann der Verein den BBL-Pokal und wurde 2006 Deutscher Meister. Die Spiele wurden normalerweise im EnergyDome ausgetragen. Bis 2007 fanden gelegentlich auch Spiele in der LanxessArena statt.

## Geschichte

Ehemaliges Logo der Mannschaft als RheinEnergie Köln

Die Trägervereine Köln BasCats und DJK Köln-Nord gründeten 1999 die Spielgemeinschaft Cologne 99ers. Die erste Herrenmannschaft erhielt im Juni 2001 als Regionalligameister und somit ohne sportliche Bundesliga-Qualifikation durch einen Lizenztausch mit SER Rhöndorf (sportlich in die erste Liga aufgestiegen) die Teilnahmeberechtigung für die höchste deutsche Spielklasse. Diese Vorgehensweise stieß bei Basketball-Funktionären teils auf Ablehnung, wurde seitens der Bundesliga aber gutgeheißen, die sich darum bemühte, in mehr Großstädten vertreten zu sein. Als Trainer wurde Ende Juni 2001 Svetislav Pešić verpflichtet. Er übernahm den Posten von Veselin Matić, der ins Co-Traineramt rückte. Als Sportlicher Leiter fungierte der ehemalige Nationalspieler Stephan Baeck. Die Mannschaft wurde aus dem Amateurbereich ausgegliedert und durch die American Sports GmbH geführt, deren Geschäftsführung Michael Mronz und Herbert Zimmer innehatten. Beide waren auch Gesellschafter und brachten jeweils 150 000 D-Mark Eigenkapital ein. Diese stellte für das erste Bundesliga-Jahr einen Haushalt von knapp über sechs Millionen D-Mark zusammen. Als Austragungsorte der Heimspiele wurde bei ausgewählten Partien die Kölnarena (18 000 Zuschauerplätze) genutzt, zum ersten Heimspiel gegen die Telekom Baskets Bonn Anfang Oktober 2001 kamen 15 000 Menschen. Die übrigen Heimspiele fanden in der Halle am Girlitzweg im Stadtteil Vogelsang statt, die ab Ende Dezember 2001 zur Verfügung stand. Erklärtes Ziel war es, die Tradition und die Erfolge des BSC Saturn Köln fortzuführen (Deutscher Meister 1981, 82, 87 und 88; Pokalsieger 1980, 81 und 83) und gemäß Pešić „auch international wettbewerbsfähig“ zu werden.
Die Mannschaft firmierte in der ersten Saison unter dem Namen RheinEnergy Cologne. Pešić führte die Kölner in ihrem ersten Bundesliga-Jahr zur Vizemeisterschaft. In der Endspielserie unterlag man Alba Berlin. Bester Korbschütze des Aufgebots war der US-Amerikaner Clint-Cotis Harrison (18,8/Spiel), gefolgt von Saša Obradović und Zoran Kukić. Mit Stephen Arigbabu, Drazan Tomic, Vladimir Bogojevič und Gerrit Terdenge hatten die Kölner deutsche Nationalspieler in ihren Reihen. Zu den Bundesliga-Spielen kamen in der Saison 2001/02 Partien im Europapokalwettbewerb Nordeuropäische Basketball-Liga (NEBL).
2002 wurde die Mannschaftsbezeichnung an den Namen des Hauptsponsors RheinEnergie angepasst und in RheinEnergie Cologne geändert. Cheftrainer Pešić verließ Köln nach einem Jahr und wechselte zum FC Barcelona, Baeck übernahm das Traineramt, der zu diesem Zeitpunkt noch nicht über den notwendigen Trainerschein verfügte. Unter Baeck als Trainer erreichte die nur auf einzelnen Positionen veränderte Mannschaft in der Saison 2002/03 das Pokalendspiel und verlor dieses gegen Berlin, in der Bundesliga schied man bereits im Viertelfinale aus.
Ab der Saison 2003/04 änderte sich der Name der Mannschaft in RheinEnergie Köln. Der Mannschaft wurde im Vorfeld der Saison 2003/04 zugeschrieben, sich sowohl in der Führungsebene als auch im sportlichen Bereich noch im Umbruch zu befinden. Mit Stephen Arigbabu, Drazan Tomic und Vladimir Bogojevič wurden namhafte Spieler abgegeben, mit dem ehemaligen Bonner Terrence Rencher kam ein neuer Spielgestalter. Die Führungsetage wurde durch Walter Pütz als zweiten Geschäftsführer neben Michael Mronz verstärkt. Im November 2003 wurde Stephan Baeck nach fünf Bundesliga-Spielen ohne Sieg in Folge als Trainer entlassen, übergangsweise betreuten daraufhin die Assistenztrainer Veselin Matić und Philipp Köchling die Mannschaft, ehe kurz darauf der Serbe Milan Minić das Amt antrat. Baeck blieb nach seiner Entlassung als Trainer bei den Kölner und arbeitete wieder als Sportlicher Leiter. In der Saison 2003/04 errang Köln seinen ersten Titel, bezwang Frankfurt im Pokalendspiel 80:71. Am Jahresende 2003 stieg Mronz als Geschäftsführer und Gesellschafter aus, Zimmer übernahm dessen Anteil. Mitte Mai 2004 trennten sich die Kölner von Trainer Minić, nachdem man im Bundesliga-Viertelfinale ausgeschieden war, Nachfolger wurde Armin Andres. Mehrere Leistungsträger (Terrence Rencher, Harrison, Geert Hammink) wurden ersetzt, Andres baute in der Saison 2004/05 auf den US-Amerikaner Bill Edwards, der bester Korbschütze der Mannschaft war und ein erfahrenes Gespann mit Obradović bildete. Im Werben um die Zuschauergunst tat sich die Mannschaft in Betracht der Konkurrenz durch den 1. FC Köln (Fußball) und die Kölner Haie (Eishockey) weiterhin schwer. RheinEnergie Köln gewann in der Saison 2004/05 wieder den Pokalwettbewerb. In der Bundesliga kam die Mannschaft in der Hauptrunde auf den dritten Rang, schied dann im Viertelfinale aus, was das Aus für Trainer Andres besiegelte.
Bei der Besetzung des Traineramts warteten die Kölner mit einer Überraschung auf und gaben Saša Obradović im Sommer 2005 einen Zweijahresvertrag. Der Serbe hatte erst wenige Monate vorher seine Spielerlaufbahn in Köln beendet. Unterstützung erhielt der Trainerneuling von einem erfahrenen Co-Trainer, Draško Prodanović. Das Gespann führte die junge Mannschaft in der Saison 2005/06 zum ersten deutschen Meistertitel in der Vereinsgeschichte. Die Endspielserie gegen Berlin wurde mit 3:1-Siegen beendet. Bester Korbschütze der Meistermannschaft war der US-Amerikaner Glen McGowan mit 14,4 Punkten je Begegnung, sein Mannschaftskamerad Immanuel McElroy wurde als bester Spieler der Finalserie ausgezeichnet.
Im Sommer 2006 stieß Jens Brämer zur Führungsriege der Betreibergesellschaft von RheinEnergie Köln hinzu und wurde Stellvertreter von Geschäftsführer Walter Pütz.
In der Saison 2006/07 wurde Köln Fünfter der Hauptrunde und schied im Halbfinale gegen die Artland Dragons aus Quakenbrück. Als deutscher Meister nahm man des Weiteren an der EuroLeague teil, stand mit zwei Siegen und zwölf Niederlagen aber meist auf verlorenem Posten. Im deutschen Pokalwettbewerb zog man ins Endspiel ein, schlug dort Quakenbrück und wurde zum dritten Mal Pokalsieger. Nach der Saison 2006/07 wechselte Marcin Gortat von Köln zur NBA-Mannschaft Orlando Magic. Die Kölner erhielten Medienangaben nach eine Ablösesumme in Höhe von 400 000 Euro.
Im Sommer 2007 verlängerte die RheinEnergie AG den Vertrag als Namensgeber und Hauptsponsor nicht, infolgedessen wurde der Verein im Juli 2007 in Köln 99ers umbenannt. Die Ankündigung, einen Vertrag mit einem neuen Namensgeber abzuschließen, wurde nicht umgesetzt. Von Einbußen im Mannschaftshaushalt ging die Geschäftsführung unmittelbar nach dem Ausstieg von RheinEnergie nicht aus. Nachdem der Gesellschafter der GmbH im Januar 2008 seine finanzielle Förderung einstellen musste, stellte der Verein einen Insolvenzantrag. Während die drei wichtigsten Spieler Immanuel McElroy, Aleksandar Nadjfeji und Toby Bailey den Verein verließen, konnte der Spielbetrieb jedoch aufrechterhalten werden. Im Februar 2008 wurden mit dem Hamburger Kaufmann Jürgen Wollny und dem Kölner Bauunternehmer Anton Bausinger zwei neue Sponsoren gefunden. Neben Wollny gehörten auch Baeck und Brämer der Geschäftsführung an. Die Lizenz wurde im März 2008 auf die neu gegründete Köln 99ers Basketball GmbH & Co KG übertragen. Die wirtschaftlichen Schwierigkeiten wirkten sich auch auf das Sportliche aus, die Mannschaft rutschte der Saison 2007/08 in der Bundesliga ab, wurde nur Zwölfter.
2008 schlossen sich die Profis und die Amateure der SG Köln 99ers sowie der neu gegründete Rollstuhlbasketball-Verein RBC Köln 99ers zur CSoB (Cologne School of Basketball) zusammen. Die CSoB war damit über 800 Mitglieder stark und wurde so zum größten deutschen Basketballverein, der gezielt Jugendliche ansprechen und vor allem sozial benachteiligte Jugendliche unterstützen sollte.
Cheftrainer Obradović ging nach der Saison 2007/08, die Nachfolge wurde intern geregelt, sein Assistent Prodanović wurde befördert und trug in der Folge die Hauptverantwortung. Co-Trainer wurde Zoran Kukić. Im März 2009 musste Prodanović gehen, Kukić übernahm die Aufgabe. Zuvor hatte es unter Prodanović fünf Niederlagen aus sechs Spielen gegeben, die Mannschaft war auf den drittletzten Tabellenplatz abgerutscht. Die Saison 2008/09 beendeten die Kölner auf dem 15. Rang in der Bundesliga.
Am 10. Juli 2009 stellten die Köln 99ers Basketball GmbH einen Insolvenzantrag beim Amtsgericht Köln. Eine Woche später erklärten sie den Verzicht auf die Teilnahme am Spielbetrieb für die Saison 2009/10. Damit stand die Sportstadt Köln wieder ohne Profibasketballverein da.

### Nach der Insolvenz
Nach dem Ausscheiden der Profiabteilung blieb den Köln 99ers noch der Amateurbereich, der unter der SG Köln 99ers zusammengefasst wurde, und die Rollstuhlbasketballabteilung (RBC Köln 99ers). Die SG war jedoch vom Schaden der Profiabteilung ebenfalls betroffen, konnte ihren Spielbetrieb aber zunächst fortsetzen. Finanziell unabhängig, war der RBC durch die Insolvenz weniger betroffen, jedoch fehlte plötzlich ein wichtiger Ansprechpartner für den jungen Verein. Auch gab es keine Internetpräsenz mehr, da die Seite www.koeln99ers.de während des Insolvenzverfahrens vom Netz genommen wurde. Erst später konnte die Adresse zurückgewonnen werden. Erstmals konzentrierte sich nun auch das Fanwesen auf diese Bereiche des Vereins.
Die Saison 2009/2010 war die erste Saison ohne die Herren-Bundesligamannschaft. Im Sommer vor der Saison scheiterte die U18 an der Qualifikation zur Nachwuchs-Basketball-Bundesliga. Die erste Herrenmannschaft spielte in der Oberliga 1 NRW, die Damen vertraten den Verein in der Regionalliga West. Beide Teams bestritten eine erfolgreiche Saison und verpassten knapp den Aufstieg. Die Herren belegten nach der Rückrunde den dritten Platz hinter dem Aufsteiger MTV Köln und der zweiten Mannschaft von Bayer 04 Leverkusen. Die Damen belegten zum Saisonende den zweiten Platz und scheiterten im WBV-Pokal im Halbfinale.
Im Jugendbereich konzentrierte man sich nach dem Scheitern der NBBL-Mannschaft auf die U16, die in der Jugend-Basketball-Bundesliga antrat. Man kam unter die acht besten Mannschaften in Deutschland. Die männliche U18 des Vereins kam bis ins Halbfinale der Deutschen Meisterschaft und belegte am Ende den dritten Platz.
Am erfolgreichsten schnitt die U14 der Köln 99ers ab. Die Mannschaft wurde unter Trainer Manuel Hauff ungeschlagen Westdeutscher Meister und blieb auch in der folgenden Endrunde um die deutsche Meisterschaft ohne Niederlage.
In der Saison 2010/11 kehrte die U19-Mannschaft in die NBBL zurück.
Am 12. Juni 2013 gab der Verein bekannt, mit dem MTV Köln die Spielgemeinschaft RheinStars Köln zu bilden. Ziel sei es, den Verein wieder in die oberste Spielklasse zu führen. Mit über 730 Mitgliedern aus knapp 50 Mannschaften sei man laut Gesellschafter Stephan Baeck nun der größte Basketballverein Deutschlands.

### Erfolge
- Regionalliga-Meister 2001
- Deutscher Pokalsieger 2004
- Deutscher Pokalsieger 2005
- Deutscher Meister 2006
- Champions-Cup-Sieger 2006
- Deutscher Pokalsieger 2007
- Deutscher U14-Meister 2010

### Trainer
| Amtszeit       | Name              |
| -------------- | ----------------- |
| 2000–2001      | Veselin Matić     |
| 2001–2002      | Svetislav Pešić   |
| 2002–11/2003   | Stephan Baeck     |
| 11/2003–5/2004 | Milan Minić       |
| 5/2004–06/2005 | Armin Andres      |
| 2005–2008      | Saša Obradović    |
| 2008–3/2009    | Draško Prodanović |
| 3/2009–05/2009 | Zoran Kukić       |

### Persönlichkeiten der Vereinsgeschichte
- Stephan Baeck (Manager RheinStars Köln)
- Saša Obradović (Trainer)
- Tibor Pleiß (2018/2019 vom Valencia Basket Club zu Anadolu Efes SK gewechselt)
- Philipp Schwethelm (Karriere beendet)
- Aleksandar Nađfeji (Trainer)
- Michael-Hakim Jordan (Trainer)
- Clint-Cotis Harrison (Karriere beendet)
- Christian Mehrens (Karriere beendet)
- Johannes Strasser (Karriere beendet)
- Marcin Gortat (Karriere beendet)
- Immanuel McElroy (Karriere beendet)
- Demond Mallet (Karriere beendet)
- Yassin Idbihi (Trainer)
- Svetislav Pesic (serbischer Nationaltrainer)
- Vladimir Bogojevic (Trainer)
- Stephen Arigbabu (Trainer)
- Geert Hammink (bis 03/2023 Cheftrainer der Skyliners Frankfurt)
- Guido Grünheid (Karriere beendet)
- Ronald Burrell (Karriere beendet)
- Glen McGowan (Karriere beendet)
- Amiaz Habtu (Karriere beendet)

### Fanclub
Nach der Meisterschaft 2006 gründete sich der Fanclub Flying Flönz (kölsch Fliegende Blutwurst). Beim BBL Top Four 2007 wurde dem Fanclub der BBL-Fan-Pokal verliehen. Nach der Insolvenz der Köln 99ers engagierten sich Teile beim Fanclub des RBC Köln 99ers weiter, der sich ein Jahr später in „Tiger Rollis“ umbenannte.